# Yanchuan

Lage des Kreises Yanchuan auf dem Gebiet der bezirksfreien Stadt Yan’an

Yanchuan (chinesisch 延川县, Pinyin Yánchuān Xiàn) ist ein Kreis der bezirksfreien Stadt Yan’an im Norden der Provinz Shaanxi. Er hat eine Fläche von 1.986 km² und zählt 139.713 Einwohner (Stand: Zensus 2020).